# اتحاد الهيئات والجاليات الإسلامية في إيطاليا
اتحاد الهيئات والجاليات الإسلامية في إيطاليا (Ucoii) تأسس رسميا عام 1990
- وهو الفرع الإيطالي لاتحاد المنظمات الإسلامية في أوروبا
- اتحاد الجاليات والمنظمات الإسلامية منتشر في كل إيطاليا من صقلية في أقصى الجنوب إلى أقصى شمال إيطاليا.
- الاتحاد يدير حوالي 130 مسجد ومركزا إسلاميا من جملة حوالي 500 مسجد ومركز تتوزع في كامل أنحاء إيطاليا.
- تحاول الحكومة الإيطالية إنشاد كونفدرالية للمسلمين تكون لها هي الوصاية عليها مع إقصاء اتحاد الجاليات والمنظمات الإسلامية بإيطاليا لقربه من جماعة الإخوان المسلمين العالمية وباعتباره الفرع الإيطالي لاتحاد المنظمات الإسلامية في أوروبا والذي يسيطر عليه تيار الإخوان المسلمين في أوروبا
- ويلقى تأييدا من طرف اتحاد الطلاب المسلمين بإيطاليا - Usmi -، إحدى أقدم التشكيلات الإسلامية في إيطاليا التي تعود إلى سنة 1971 وأيضا الفرع الإيطالي ل الاتحاد الإسلامي العالمي للمنظمات الطلابية - Iifso -

## مجلس الإدارة
- عز الدين الزير : رئيس
- محمد نور دشان : الرئيس الفخري
- يوسف السباعي : نائب الرئيس، مسؤول وزارة الثقافة
- بتريزيا خديجة دل مونتي : نائبة الرئيس
- أليساندرو باولنتوني : سكرتير (كاتب)
- محمد براهيم : أمين مال
- حمزة روبيرتو بيكاردو : ممثل إدارة شؤون الإعلام
- سامي طرابلسي ؛
- نور الدين شماوي ؛
- فؤاد سليم ؛

## وصلات خارجية
- الموقع علي الويب